# Тольдра-и-Солер, Эдуард
Эдуард Тольдра-и-Солер (кат. Eduard Toldrà i Soler; 7 апреля 1895, Вильянуэва-и-Жельтру, Барселона — 31 мая 1962, Барселона) — испанский скрипач, дирижёр и композитор.
Учился в Барселонской консерватории у Льюиса Мильета, Рафаэля Галвеса и Антони Николау, окончив курс с отличием в 1912 г. В 1911—1921 гг. первая скрипка в Квартете Возрождения (кат. Quartet Renaixement). С 1923 г. занимался преподавательской деятельностью, в 1924—1934 гг. руководил любительским оркестром, составленным, главным образом, из студентов. В 1920-30-е гг. неоднократно дирижировал оркестром Пабло Казальса. В 1941 г. получил предложение возглавить создававшийся Национальный оркестр Испании, однако отказался от него. В 1944 г. возглавил новосозданный Муниципальный оркестр Барселоны (первый концерт состоялся 31 марта) и руководил им до самой смерти.
Среди основных произведений Тольдры — одноактная опера «Майский кувырок» (кат. El giravolt de maig; 1927), одна из первых опер на каталанском языке (либретто Джозепа Карне), а также симфоническая, камерная, театральная музыка.
1. ↑  Eduard Toldrà i Soler // Gran Enciclopèdia Catalana (кат.) — Grup Enciclopèdia, 1968.
2. 1 2  Eduardo Toldrá Soler // Diccionario biográfico español (исп.) — Real Academia de la Historia, 2011.
3. ↑  Deutsche Nationalbibliothek Record #119400812 // Gemeinsame Normdatei (нем.) — 2012—2016.